# Hans Krankl
Johann « Hans » Krankl est un footballeur autrichien né le 14 février 1953 à Vienne.

## Biographie
Sans doute le plus grand joueur d'après-guerre qu'ait connu l'Autriche, il se prénomme Johann mais est surnommé Hans par les Viennois. 
Lors de la Coupe du monde de football 1978, les 4 buts qu'il inscrivit et qui lui ont permis de finir troisième meilleur buteur du tournoi, ont contribué à la bonne tenue de son équipe (notamment vainqueur 3-2 de la RFA grâce à un doublé de Hans) et à sa reconnaissance sur la scène internationale (il se classe second du Ballon d'or cette année-là). Il totalisera 34 buts en 69 sélections nationales. 
Jusque-là, les buts de Krankl ont fait le bonheur du Rapid de Vienne, mais le FC Barcelone, qui cherche un nouveau meneur après l'ère Cruyff, le recrute en 1978. La Liga semble taillée pour Krankl, auteur de 26 buts dès sa première saison qui lui permettent d'être Pichichi (meilleur buteur).
Apprécié pour son efficacité, Hans est aussi un modèle de courage. Le 16 mai 1979, le Barça dispute la finale de la Coupe des coupes contre le Fortuna Düsseldorf. Quelques jours avant, l'attaquant est victime d'un terrible accident de la route et sa compagne se trouve dans un état critique. Surmontant ce drame personnel, Krankl joue et marque le but décisif dans la prolongation (4-3).

## Carrière
- 1970-1971 : Wiener Sport-Club  Autriche
- 1971-1978 : Rapid Vienne  Autriche
- 1978-1980 : FC Barcelone  Espagne
- 1979-1980 : First Vienna FC  Autriche
- 1980-1981 : FC Barcelone  Espagne
- 1981-1986 : Rapid Vienne  Autriche
- 1985-1988 : Wiener Sport-Club  Autriche
- 1988-1989 : SV Austria Salzbourg  Autriche[1]

## Palmarès
- Champion d'Autriche en 1982 et 1983 avec le Rapid de Vienne
- Vainqueur de la Coupe d'Autriche  en 1976, 1983, 1984 et 1985 avec le Rapid de Vienne
- Vainqueur de la Coupe d'Espagne en 1981 avec le FC Barcelone
- Vainqueur de la Coupe d'Europe des Vainqueurs de Coupe en 1979 avec le FC Barcelone
- Meilleur buteur du championnat d'Autriche en 1974, 1977, 1978 et 1983 avec le Rapid de Vienne
- Meilleur buteur du championnat d'Espagne (Pichichi) en 1979 avec le FC Barcelone
- Soulier d'or européen en 1978 avec 41 buts
- Finaliste de la Coupe d'Europe des Vainqueurs de Coupe en 1985 avec le Rapid de Vienne
- Finaliste de la Super-Coupe d'Europe en 1979 avec le FC Barcelone
- 69 sélections et 34 buts avec l'équipe d'Autriche
- Participation à la Coupe du monde en 1978 (2e tour) et 1982 (2e tour)

## Distinction personnelle
- Onze d'argent : 1978.